# الدوري الإسباني الدرجة الثانية 1929–30
دوري الدرجة الثانية الإسباني 1929–30 (بالإسبانية: Segunda División de España 1929-30)‏ هو موسم من دوري الدرجة الثانية الإسباني. فاز فيه ديبورتيفو ألافيس.